# Casa do Sport Lisboa e Benfica em Macau
La Casa do Sport Lisboa e Benfica em Macau (澳門賓菲加體育會S), meglio noto come Benfica de Macau, è una società calcistica con sede a Macao.

## Storia
Il Benfica de Macau è stato fondato il 17 ottobre 1951, prendendo ispirazione per i colori e le divise dalla società portoghese del Benfica.
Il 21 agosto 2016, il Benfica de Macau ha sconfitto il Rovers di Guam con un punteggio complessivo di 4-2 nei play-off per l'acceso alla fase a gironi della Coppa dell'AFC 2017 a Biškek. Questo lo ha reso il primo club di Macao ad accadere alla fase a gironi di una competizione dell'AFC.
Nel 2018, il Benfica de Macau è diventato il primo club di Macao a partecipare alla fase a gironi della Coppa dell'AFC. Il 7 marzo 2018, il Benfica ha vinto 3-2 contro l'Hang Yuen di Taiwan, rendendolo il primo club di Macao a vincere una partita nella fase a gironi di una competizione dell'AFC.

## Palmarès

### Competizioni nazionali
- Primeira Divisão: 7

2014, 2015, 2016, 2017, 2018, 2020, 2024